# Les Mamelles (Seychelles)
Pour les articles homonymes, voir Mamelle (homonymie).
Les Mamelles est un district des Seychelles de l'île de Mahé.

## Géographie

### Démographie
Le district Les Mamelles couvre 4,2 km2 et compte 2 352 habitants (2002).